# Citizenfour
Citizenfour és un documental de 2014 dirigit per Laura Poitras i que tracta sobre Edward Snowden i l'escàndol d'espionatge de la NSA. La pel·lícula es va estrenar als Estats Units el 10 d'octubre de 2014 del Festival de Cinema de Nova York, i al Regne Unit el 17 d'octubre de 2014 al Festival de Cinema de Londres. La pel·lícula compta amb la participació de Glenn Greenwald i va ser co-produït per Poitras i Steven Soderbergh entre d'altres.

## Context
El gener de 2013, Laura Poitras va rebre un correu electrònic xifrat d'un desconegut que es feia dir Citizen Four (Ciutadà Quatre). En el correu, el desconegut li oferia informació privilegiada sobre les pràctiques il·legals d'escoltes telefòniques de la NSA i altres agències d'intel·ligència. Poitras ja havia estat treballant durant diversos anys en una pel·lícula sobre els programes de seguiment i espionatge dels EUA, resultants dels atacs terroristes de l'11 de setembre de 2001. El juny de 2013 Laura Poitras va anar a Hong Kong amb la seva càmera per a la primera reunió amb el desconegut, que es va identificar com Edward Snowden. A la trobada també hi va assistir el periodista d'investigació Glenn Greenwald i el periodista d'intel·ligència de The Guardian Ewen MacAskill. Després de la primera reunió, se'n van fer diverses més. Els enregistraments que se'n van fer formen la base de la pel·lícula.

## Repartiment
- Jacob Appelbaum
- Julian Assange
- William Binney
- Glenn Greenwald
- Ladar Levison
- Ewen MacAskill
- Laura Poitras
- Jeremy Scahill
- Edward Snowden

## Premis
- 2015: BAFTA al millor documental

- 2015: Oscar al millor documental